# Перре, Жан-Жак
Жан Марсель Леруа (фр. Jean Marcel Leroy), более известный как Жан-Жак Перре (фр. Jean-Jaques Perrey; 20 января 1929, Амьен, Франция — 4 ноября 2016, Лозанна, Швейцария) — французский музыкант, композитор и промоутер. Его считают пионером электронной поп-музыки. Участник дуэта Perrey and Kingsley (вместе с Гершоном Кингсли).

## Биография

### Ранняя жизнь
Жан Марсель Леруа родился в Амьене, на севере Франции. В возрасте четырёх лет на Рождественский сочельник ему подарили его первый музыкальный инструмент — аккордеон. Он научился играть на фортепиано и два месяца изучал музыку в консерватории, в течение которых он и несколько одноклассников сформировали джаз-группу, которая выступала в школе и на общественных площадках. Однако директор школы предупредил учеников, что они могут «или продолжать играть джаз, или продолжать учёбу». Перре был исключён из консерватории за нарушение запрета на публичные выступления студентов; позже он окончил Амьенский лицей.

### Начало музыкальной карьеры
В 1950 году, когда он поступил в медицинскую школу, Перре услышал, как изобретатель Жорж Дженни играет и продвигает свой самодельный инструмент (Ondioline) на одном французском радиошоу. «С дерзостью юности Перре позвонил на радиостанцию и запросил номер телефона Жоржа Дженни, который ему должным образом дали», — писал историк музыки Марк Бренд. «Затем Перре сам позвонил Дженни и сказал, что ему нравится звук Ондиолайна, но он не может позволить себе купить его». Перре предложил продвигать инструмент, если Дженни даст ему его бесплатно. После посещения мастерской изобретателя Перре одолжили один из Ондиолайнов. В течение шести месяцев Перре практиковался в игре на ондиолайне правой рукой, одновременно играя на пианино левой. Дженни был настолько впечатлён мастерством Перре, что предложил ему работу продавца и демонстратора продукции. Получив значительные комиссионные заработки от продаж, сделанных во время поездки в Швецию (во время которой он выступал на телевидении), Перре бросил медицинскую школу и посвятил свою карьеру электронной музыке.
Первой коммерчески выпущенной записью Перре под его собственным именем был альбом Prelude au Sommeil, выпущенный в 1958 году, который он описал как «слуховой рецепт», вызывающий сон у людей, страдающих бессонницей.

### Переезд в Нью-Йорк
В 1960 году Жан-Жак Перре переехал в Нью-Йорк под наставничеством Кэрролла Братмана, который спонсировал грин-карту Перре, оплатил расходы Перре на проживание в отеле, зарегистрировал его в профсоюзе музыкантов, заплатил ему зарплату и получил место для его выступления с ондиолайном на телевидении. Братман построил для Перре экспериментальную лабораторию и студию звукозаписи.

## Дискография

### Студийные альбомы
- 1958: Prelude au Sommeil (Institut Dormiphone)
- 1959: Cadmus, Le Robot de l'Espace (с Анри Грюэлем) (Philips)
- 1962: Musique Electronique Du Cosmos (Electronic Music From Outer Space) (MusiCues)
- 1966: The In Sound From Way Out! (с Гершоном Кингсли) (Vanguard)
- 1967: Kaleidoscopic Vibrations: Electronic Pop Music From Way Out (с Гершоном Кингсли) (Vanguard)
- 1968: The Amazing New Electronic Pop Sound of Jean Jacques Perrey (Vanguard)
- 1968: Electronic Music (unreleased studio demo acetate)
- 1969: The Happy Moog (with Harry Breuer) (Pickwick)
- 1969: Switched On Santa (программирование синтезатора Moog; вместе с Сай Манном) (Pickwick)
- 1970: Moog Indigo (Vanguard)
- 1971: Moog Sensations (Editions Montparnasse 2000)
- 1972: Moog Expressions (Editions Montparnasse 2000)
- 1972: Moog Generation (Editions Montparnasse 2000/Zero International Records)
- 1974: Moog Mig Mag Moog (Editions Montparnasse 2000)
- 1976: Dynamoog (с Гилбертом Сигристом) (Mondiophone/Crea Sound Ltd)
- 1977: Moog is Moog (с Гарри Брейером) (Editions Montparnasse 2000)
- 1980: Kartoonery (с Даниэлем Лонгеном и Ги Буайе) (Editions Montparnasse 2000)
- 1982: Energize with Exercise (с Бетт и Ионе Даррел) (Black & White)
- 1998: Eclektronics (с Дэвидом Чазамом) (Basetonic; Basta Music)
- 2000: Circus Of Life (с Гилбертом Сигристом и OC Banks) (Koka Media)
- 2006: The Happy Electropop Music Machine (с Даной Кантрименом) (Olgio)
- 2007: Moog Acid (с Люком Вибертом) (Lo Recordings)
- 2008: Destination Space (с Даной Кантрименом) (Oglio)
- 2010: Froots (с Cosmic Pocket) (In-Vitro Records)
- 2015: ELA (с Дэвидом Чазамом) (Freaksville)

### Сборники
- 1973: The Best Of The Moog (Vanguard)
- 1975: Incredible Synthesizer (Vanguard)
- 1975: The Essential Perrey & Kingsley (Vanguard)
- 2000: Good Moog: Astral Animations and Komputer Kartoons (Kosinus)
- 2001: The Out Sound From Way In! The Complete Vanguard Recordings (Vanguard)
- 2007: Vanguard Visionaries: Perrey & Kingsley (Vanguard)
- 2012: The Electronic Pop Songs (Welk Music Group)
- 2012: Space Age Computer Music (Welk Music Group)
- 2017: Jean-Jacques Perrey et son Ondioline (Forgotten Futures)
- 2019: Past Future Sound Tracks

### Саундтреки
- 1959: Les Folles Aventures d'omer et de Jacques Courtois: Omer en Synovie (Polydor)
- 1971: Glop (Riviera)
- 2006: Moog (один трек; с Люком Вибертом) (Hollywood Records)